# Palabras radiantes
Words of Radiance es una novela de fantasía épica escrita por el autor estadounidense Brandon Sanderson, es el segundo libro de la serie El archivo de las tormentas. La novela fue publicada el 4 de marzo de 2014 por Tor Books. Palabras Radiantes consta de un prólogo, 89 capítulos, un epílogo y 14 interludios. Está precedido por El camino de los reyes y seguido por Juramentada .
En 2015, ganó el premio David Gemmell Legend a la mejor novela. El audiolibro íntegro es leído por el equipo de narradores Michael Kramer y Kate Reading.

## Desarrollo
El lanzamiento del libro se retrasó debido al compromiso de Sanderson de escribir el último libro de La rueda del tiempo.
Inicialmente, Sanderson planeó que este volumen llevaría el nombre del tomo que Shallan recibe al final del primer volumen: El libro de las páginas interminables. Sin embargo, el nombre se cambió después de que el editor comentara "Uh, ¿Estás seguro de que quieres llamar a un libro de fantasía muy largo y grueso El libro de las páginas interminables?"  El libro, de 1088 páginas, era el tamaño máximo imprimible de un libro para su editorial, Tor Books, lo que lo convierte en el libro más grande impreso por la empresa hasta ese momento.
El 1 de julio de 2013, Sanderson anunció en su cuenta oficial de Twitter que había terminado el primer borrador de Palabras Radiantes. El 3 de julio, Tor Books publicó oficialmente un primer extracto de la novela, que contiene el comienzo de un interludio protagonizado por Taravangian, rey de Kharbranth. El 10 de diciembre de 2013, Tor Books anunció en su sitio web oficial que Sanderson había entregado el manuscrito del libro y comentó que la producción ya podía comenzar. El mismo día se publicó un segundo extracto de la novela, que contenía un interludio protagonizado por un nuevo personaje, Lift.
El 30 de diciembre de 2013, Tor Books reveló las guardas de Palabras Radiantes, pintadas por el artista estadounidense Michael Whelan. Representa a Shallan mientras pinta en las Llanuras Quebradas. En el mismo artículo, Whelan afirma: "Cuando Irene Gallo propuso un segundo dibujo para Palabras Radiantes, inmediatamente supe que estábamos hablando de Shallan. De hecho, como muchos fans, había sentido que la historia se estaba convirtiendo tanto en la de Shallan como en la de Kaladin; merecía la misma representación en el diseño del libro, en la medida de lo posible".
El 8 de enero de 2014, Tor Books publicó el prólogo y los dos primeros capítulos del libro como avances con puntos de vista de Jasnah, Shallan y Kaladin. Una semana después, el 14 de enero, Tor Books publicó los capítulos 3, 4 y 5 del libro, seguidos por los capítulos 6, 8 y 9 el 21 de enero. Los últimos capítulos que se publicaron antes de la publicación del libro, los capítulos 10, 12, 14 y el primer Interludio, se publicaron el 28 de enero de 2014.
Tor Books reveló las fechas y lugares de la gira del libro Palabras Radiantes el 29 de enero de 2014. El 4 de febrero de 2014, Tor anunció 'The Glimpses of Radiance', una serie de avances diarios del libro del 11 de febrero al 4 de marzo de 2014. Alice Arneson y Carl Engle-Laird publicaron reseñas sin spoilers en el sitio web Tor y en 17thshard.com, el sitio oficial de fanes de Brandon Sanderson, 17th Shard calificó el libro como "un verdadero logro". Amplía a su antecesor, cumple las promesas que establece y logra superarlo". El 26 de febrero se lanzaron muestras del arte interior pintado por Ben McSweeney e Isaac Stewart.

## Argumento
Hace años, Szeth-hijo-hijo-Vallano, el Asesino de Blanco, fue enviado por los parshendi para asesinar al rey alezi Gavilar Kholin (por razones aún no reveladas al lector). Este asesinato resultó en el Pacto de Venganza entre los altos príncipes de Alezkar y la Guerra del Juicio contra los Parshendi. Ahora Szeth vuelve a estar activo y es enviado por el rey Taravangian de Kharbranth para matar al alto príncipe Dalinar Kholin (hermano del difunto rey Gavilar).
Kaladin, una vez esclavo y puente en las Llanuras Quebradas, recibe el mando de los guardaespaldas reales para proteger a Dalinar y su familia (incluido el rey Elhokar) de los peligros y la amenaza del Asesino. Mientras tanto, lucha tanto con sus sentimientos respecto a los ojos claros (la nobleza de los alezi) como con su pasado con Brightlord Amaram. Entrena y practica para dominar los poderes de un Corredor del viento que están vinculados al vínculo con su honorspren, Syl.
Shallan Davar, junto con su mentora Jasnah Kholin, se dirigen a las Llanuras Quebradas para evitar el regreso de los Portadores del Vacío y la Desolación que acabará con su civilización. Jasnah arregla el matrimonio entre Shallan y Adolin Kholin, el primo de Jasnah. Su barco es atacado en ruta a las Llanuras Quebradas y mientras Shallan sobrevive, se cree que Jasnah muere. Shallan, con la ayuda de marineros y forajidos encuentra el camino y llega a las Llanuras Quebradas.
Una de los Parshendi, Venli, descubre una forma de tormenta que le permite a Parshendi invocar una tormenta similar a las altas tormentas y cambiar el rumbo de la guerra. Algunos parshendi creen que usar forma de tormenta convocará a los Portadores del Vacío, pero el consejo gobernante permite la forma. Eshonai quiere negociar con Dalinar para poner fin a la guerra antes de que se use la forma de tormenta.
Szeth intenta asesinar a Dalinar, pero se detiene cuando Dalinar atrapa la hoja esquirlada de Szeth con las manos. Kaladin termina el intento lanzándose a sí mismo y a Szeth al aire. Durante el combate cuerpo a cuerpo después del aterrizaje, Szeth ve a Kaladin usar una luz de tormenta y huye del duelo, dándose cuenta de que los Radiantes están de regreso y que él no es un Infiel.
Más tarde, un miembro del Puente Cuatro llamado Moash, que guarda rencor contra Elhokar, entra en un complot para asesinarlo. Kaladin le regala una hoja esquirlada que él y Adolin ganaron en un duelo, dándole a Moash el equipo necesario para lograr su objetivo.
Eshonai, junto con la mayoría de los parshendi que sobreviven, se transforman en forma de tormenta y convocan a la Tormenta Eterna, que viene de la dirección opuesta a las altas tormentas normales. Los alezi atacan y derrotan a los parshendi, pero no antes de que se convoque la tormenta. Moash intenta matar a Elhokar, pero Kaladin frustra el intento, después de lo cual Moash y sus compañeros conspiradores huyen. Szeth vuelve a atacar a Dalinar, pero Kaladin lo hiere de muerte. Cae del cielo y se presume muerto. Los ejércitos alezi solo pueden escapar de las tormentas a través del descubrimiento y activación de Shallan de la Puerta Jurada (un sistema de teletransporte entre puntos que solo pueden usar los Radiantes), que evacua al ejército a la ciudad legendaria de los Radiantes, Urithiru.
Después de llegar a Urithiru, Dalinar hace los juramentos de los Caballeros Radiantes y la Orden de los Forjadores de Vínculos, uniendo al Padre Tormenta como su spren. Se descubre que Renarin, hijo de Dalinar, también es miembro de los Caballeros Radiantes (un miembro de la orden de los Vigilantes de la Verdad). Adolin, después de ser confrontado por Sadeas, quien afirma que continuará oponiéndose a Dalinar, a pesar de la desolación, mata a Sadeas después de una breve lucha. Szeth se despierta del coma y descubre que Nale, Heraldo de la Justicia y líder de los Rompedores del cielo, lo ha curado antes de que realmente pueda morir por las heridas sufridas luchando contra Kaladin.
En el epílogo, Hoid se encuentra con Jasnah después de que ella regresa del Reino Cognitivo, a donde escapó del ataque a su barco a las Llanuras Quebradas.

## Punto de vista desde los personajes
Los capítulos principales del libro se cuentan desde el punto de vista de varios personajes principales, mientras que los interludios del libro se cuentan desde el punto de vista de otros personajes (no todos de los cuales se repiten).

### Principal
- Szeth-son-son-Vallano: Un asesino de la tierra de Shinovar. Se refiere a sí mismo como un "Sin Verdad" que debe servir a aquellos que portan su Piedra Juramentada. Portador de una hoja de Honor que le da el poder de usar luz tormentosa y las habilidades de un Corredor del viento. Odia ser forzado a asesinar y llora mientras lo hace.
- Shallan Davar: Una menor ojos claros de la nación de Jah Keved. Su familia ha atravesado tiempos difíciles después de la muerte de su padre. Es pupila y alumna de la renombrada erudita Jasnah Kholin. Shallan es una tejedora de luz; es capaz de, con una sola mirada, recordar y recrear una escena con carboncillo y papel y es capaz de moldear almas sin el fabrial moldeador de almas. Viaja a las Llanuras Quebradas para aprender más sobre los Portadores del Vacío. Se compromete con Adolin Kholin después de que Jasnah lo preparara como una forma de ayudar a salvar a la Casa Davar de la ruina. Ella tiene un spren, llamado Patrón, que la acompaña.
- Kaladin: Un ojos oscuro de la nación de Alezkar, capitán de la guardia personal de Dalinar y, posteriormente, de la Guardia de Honor del rey. Anteriormente aprendiz de cirujano de su padre y miembro del ejército del señor brillante Amaram. Kaladin es un Corredor del viento; puede usar luz tormentosa para curarse a sí mismo y hacerse más fuerte y más rápido que cualquier ser humano normal. Lo acompaña un honorspren llamado Syl.
- Dalinar Kholin: Un alto príncipe de Alezkar, hermano del asesinado rey Gavilar, tío del rey actual y alto príncipe de la guerra. Apodado el Espina Negra. Un general que ayudó a unir el reino con su hermano fallecido. Un hombre que experimenta visiones durante las tormentas y un portador de esquirlada completo, es criticado como débil porque sigue los Códigos y habla de detener la guerra sin sentido en la que está involucrado Alezkar. Planea unificar Alezkar y refundar los Caballeros Radiantes. Se revela que Dalinar es un Forjador de Vínculos al final del libro, y su spren vinculado es el propio Padre Tormentoso, una astilla del Todopoderoso.
- Adolin Kholin: Un príncipe de ojos claros y heredero del asiento de alto príncipe de su padre Dalinar. Un hábil duelista y  portador de esquirlada completo, ama y respeta a su padre. Está prometido a Shallan Davar.
- Renarin Kholin: El hijo menor de Evi y Dalinar Kholin, Renarin también es el hermano menor de Adolin y se revela como un Vigilante de la Verdad, un tipo de forjador de Vínculos. Tiene un spren llamado Glys.
- Navani Kholin: Viuda del rey Gavilar, madre del rey Elhokar y Jasnah. Es una habilidosa artesana. Siempre ha amado a Dalinar, incluso cuando estaba casada con su hermano, Gavilar, y finalmente reaviva su relación con Dalinar.

### Interludios
- Jasnah Kholin: La hermana del rey de Alezkar y la mayor erudita del mundo. Ella es capaz de lanzar almas sin un lanzador de almas, y está unida a un spren llamado Ivory, del cual obtuvo las habilidades de luz tormentosa utilizadas por los Caballeros Radiantes. Es miembro de la Orden de los Nominadores de lo Otro, que tienen potencias de Transformación y Transporte.
- Eshonai: Una de las Oyentes, conocida por los alezi como Parshendi, y la única portadora de esquirlas entre su pueblo. Ella busca la paz con los ejércitos de los humanos.
- Ym: Un zapatero en Iri, ligado a un spren sin nombre. Antes mendigo, ahora hace zapatos, que da a los niños en la calle.
- Rysn: Una joven de Thaylenah, aprendiz de comerciante. Viaja con su babsk a las Islas Reshi.
- Zahel: Un maestro de la espada y ardiente, entrenando tanto a Adolin como a Renarin.
- Taln: Conocido como Talenelat o Stonesinew, es un Heraldo del Todopoderoso, enviado para preparar a la humanidad para la Desolación.
- Lift: Una ladrona Reshi que trabaja en Azimir en Azir. Tiene habilidades de Potenciación que se corresponden con la Orden de Danzantes del Filo.
- Lhan: Un ardiente en Kholinar. Es perezoso y, a menudo, borracho. Le explica "el trabajo más fácil del mundo" a una mujer llamada Pai, quien, un día después, inicia disturbios en la ciudad.
- Taravangian: El rey de Kharbranth. Empleó a Szeth para matar a un gran número de líderes en todo el mundo, siguiendo el Diagrama, un plan maestro para preparar el mundo para la Última Desolación, hecho por él mismo.
- Wit: También conocido como Hoid, es el bufón de la corte del rey Elhokar Kholin en las Llanuras Quebradas.

## Recepción

### Crítica y ventas.
En su primera semana de lanzamiento, Palabras Radiantes debutó en el número 1 en la lista de libros más vendidos de ficción de tapa dura del New York Times. También alcanzó el número 1 en la lista combinada de libros más vendidos impresos y electrónicos y en la lista de libros más vendidos de Kobo. Ocupó el puesto número 3 en la lista National Indie Besteller y el número 6 en la lista de ficción de tapa dura más vendida de la Asociación de libreros independientes del sur de California. El editor británico del libro, Gollancz, debutó con Palabras Radiantes en el número 2 de la lista de los más vendidos del Sunday Times of Londen .
Una reseña escrita por Rob Bricken de io9 calificó el libro como un "gigante al estilo de la fantasía de los 90" de la vieja escuela, también comentó: "Mientras Sanderson continúa construyendo sus personajes y revelando quiénes son (especialmente en el caso de Shallan pasado) todavía se aferra a una trama general que conduce implacablemente a un final que solo puede describirse como 'épico'".

## Audiolibro
Macmillan Audio lanzó una versión en audiolibro el mismo día que la versión de tapa dura leída por el equipo de narradores Kate Reading y Michael Kramer, quienes también leyeron El camino de los reyes. Se lanzó una versión GraphicAudio de 5 partes de Words of Radiance desde septiembre de 2016 hasta enero de 2017.

## Continuación
El tercer libro de la serie, Juramentada, se publicó el 14 de noviembre de 2017.